# Flaggenstaat
Der Flaggenstaat eines Handelsschiffes ist die Gerichtsbarkeit, unter deren Recht das Schiff registriert oder zugelassen ist, und gilt als dessen Staatsangehörigkeit.
Ein Handelsschiff muss und kann nur in einem Hoheitsgebiet registriert sein, kann aber das Hoheitsgebiet wechseln. Der Flaggenstaat ist befugt und verantwortlich für die Durchsetzung der Vorschriften für Schiffe, die unter seiner Flagge registriert sind, einschließlich der Vorschriften für die Überprüfung, Zertifizierung und Ausstellung von Sicherheits- und Verschmutzungsschutzdokumenten. Da ein Schiff unter den Gesetzen seines Flaggenstaates fährt, sind diese Gesetze anwendbar, wenn das Schiff in einen Admiralitätsfall verwickelt ist.
Der Begriff „Billigflagge“ beschreibt die Geschäftspraxis, ein Handelsschiff in einem anderen Staat als dem des Schiffseigners registrieren zu lassen und das Zivilflaggenzeichen dieses Staates auf dem Schiff zu führen. Schiffe können unter Gefälligkeitsflaggen registriert werden, um die Betriebskosten zu senken oder um die Vorschriften des Landes des ursprünglichen Eigentümers bzw. dessen Inspektionen und Kontrollen zu umgehen. Normalerweise bestimmt die Nationalität (d. h. die Flagge) des Schiffes die Steuerhoheit.
Seit der Flaggenrechtserklärung von 1921 ist anerkannt, dass alle Staaten – einschließlich der Binnenstaaten – das Recht haben, ein Schiffsregister zu führen und Flaggenstaat eines Schiffes zu sein. Da einige Flaggenstaaten ihren Besichtigungs- und Zertifizierungspflichten nicht nachkommen – insbesondere Billigflaggenstaaten haben diese Aufgabe an Klassifikationsgesellschaften delegiert – haben einige Staaten seit 1982 Hafenstaatkontrollen für im Ausland registrierte Schiffe eingeführt, die in ihr Hoheitsgebiet einlaufen.
Im Januar 2010 war Panama mit fast einem Viertel der weltweit registrierten Seetonnage der größte Flaggenstaat der Welt, während die Vereinigten Staaten und das Vereinigte Königreich jeweils nur etwa 1 % auf sich vereinigen konnten. 2023 überholte Liberia Panama als größten Flaggenstaat der Welt.

## Geschichte
Bis zum Zweiten Weltkrieg konnten Nationen ihre Vormachtstellung im Seehandel aufrechterhalten oder in einigen Fällen sogar ausbauen, indem sie Schiffen exklusiven Schutz boten, wenn sie unter ihrer Flagge fuhren. Dies verschaffte der Nation wiederum Kontrolle über die betroffenen Schiffe. Die Schiffseigner brauchten in dieser Zeit Schutz vor Piraten und Freibeutern, den die Marineschiffe des Flaggenstaates boten. In einigen Fällen boten Staaten der Schiffbauindustrie Subventionen an. Zusätzlich zu diesen Anreizen konnten die Staaten je nach Flaggenstaat Beschränkungen auferlegen und Häfen für andere Schiffe sperren. Ein bekanntes Beispiel für diese Vorgehensweise ist England, das die Einfuhr asiatischer Waren nur für amerikanische und britische Schiffe zuließ. England öffnete seine Häfen erst, nachdem es sich in eine Position der Stärke manövriert hatte, und dann am liebsten nur, um Zugang zu anderen kontinentalen Häfen zu erhalten. In ähnlicher Weise erlegte Frankreich seinen Kolonien ein Handelsmonopol auf, das bis 1869 in Kraft blieb.

## Schiffsregister
Schiffe müssen im Schiffsregister des Landes eingetragen sein, unter dessen Flagge sie fahren. Die Flaggenregister vieler Länder sind für Schiffe mit ausländischen Eignern offen. Normalerweise hat jeder Flaggenstaat nur ein Schiffsregister, folgende Länder haben jedoch mehr als ein Register:
- Dänemark, Deutschland, Frankreich, Norwegen und Portugal führen ein internationales Register, um mit Billigflaggen zu konkurrieren.
- Das Königreich der Niederlande erlaubt es den einzelnen Ländern, eigene Register unter niederländischer Flagge einzurichten.
- Mehrere Gebiete, die unter der Hoheit der britischen Krone stehen, haben ihr eigenes Register. Vor allem die Isle of Man hat ein bedeutendes Register.
- Hongkong verfügt über ein eigenes Schiffsregister, das viertgrößte der Welt, zusätzlich zu Chinas eigenem Schiffsregister.[8]

## Regulierung der Flaggenstaatlichkeit
Flaggenstaaten müssen gemäß dem Seerechtsübereinkommen der Vereinten Nationen (UNCLOS) sicherstellen, dass die unter ihrer Flagge fahrenden Schiffe die internationalen Vorschriften, die häufig von der Internationalen Seeschifffahrtsorganisation der Vereinten Nationen (IMO) erlassen werden, in den Bereichen Sicherheit, Navigation, Besatzung usw. einhalten. Teil XII enthält besondere Bestimmungen zum Schutz der Meeresumwelt, die den Flaggenstaaten besondere Verpflichtungen auferlegen, die Einhaltung internationaler Umweltvorschriften wie MARPOL zu gewährleisten. Andernfalls kann der Flaggenstaat seine Gerichtsbarkeit über die unter seiner Flagge fahrenden Schiffe verlieren, auch wenn diese auf Hoher See Verstöße begehen.
Jeder Flaggenstaat hat ein eigenes Flaggenstaatkontrollsystem eingerichtet:
- In Deutschland ist für die Regulierung die deutsche Flaggenstaatverwaltung als Teil des Bundesministeriums für Digitales und Verkehr zuständig. Teil der deutschen Flaggenstaatverwaltung sind die BG Verkehr (Dienststelle Schiffssicherheit), das Bundesamt für Seeschifffahrt und Hydrographie (BSH), die Bundesnetzagentur, das Seeschiffsregister sowie weitere Einrichtungen und Klassifikationsgesellschaften.[9]
- In Australien übernimmt die Australian Maritime Safety Authority (AMSA) die Flaggenstaatkontrolle.[10]
- In Kanada ist Transport Canada gemäß dem Canada Shipping Act von 2001 zuständig.[11]
- In Frankreich sind die Ships Safety Centers zuständig.[12]
- In Hongkong ist das Marine Department für die Flaggenstaatkontrolle und deren Durchsetzung im Rahmen des Flag State Quality Control Scheme zuständig.[13]
- In Indien ist das Directorate General of Shipping für Leben, Gesundheit, Schiff und Umwelt für in Indien registrierte Schiffe und Schiffe in indischen Häfen zuständig.[14]
- Im Vereinigten Königreich ist die Maritime and Coastguard Agency (MCA) zuständig.[15]
- In den Vereinigten Staaten ist der Officer in Charge, Marine Inspections der Küstenwache im Rahmen verschiedener Bundesgesetze, Verordnungen und internationaler Übereinkommen und Verträge für die Inspektion von Schiffen unter US-Flagge zuständig, um die Einhaltung der weltweit geltender Vorschriften zu gewährleisten.[16]
- In Vanuatu ist die Maritime Licensing Authority für die Durchsetzung des Seerechts und die Ausübung der Flaggenstaatkontrolle zuständig.[17]